# Eucharidema arfaki
Eucharidema arfaki är en fjärilsart som beskrevs av James John Joicey och Talbot 1917. Eucharidema arfaki ingår i släktet Eucharidema och familjen mätare. Inga underarter finns listade i Catalogue of Life.